# Kostenerstattung (Krankenversicherung)
Kostenerstattung bedeutet in der deutschen Krankenversicherung, dass versicherte Personen zwar mit ihren Leistungserbringern (bspw. Ärzte, Apotheken, Krankenhäuser, Ergotherapeuten) selbst abrechnen, ihnen diese Krankheitskosten aber teilweise oder vollständig von ihrer Krankenversicherung erstattet werden.
Das Kostenerstattungsprinzip ist in der privaten Krankenversicherung (PKV) die Regel. In der gesetzlichen Krankenversicherung (GKV) ist es ein Wahlrecht der Versicherten: Dort gilt zunächst das Sachleistungsprinzip, wonach die Versicherten Sach- und Dienstleistungen erhalten, und die Leistungserbringer direkt mit der jeweiligen Krankenkasse abrechnen (§ 2 Abs. 2 SGB V). Wählt der gesetzlich Versicherte jedoch die Kostenerstattung, so gleicht der grundsätzliche Aufbau und Ablauf auch in der GKV dem der PKV.

## Private Krankenversicherung
Die Erstattung der Aufwendungen für medizinisch notwendige Heilbehandlung wegen Krankheit oder Unfallfolgen gehört gem. § 192 des Versicherungsvertragsgesetzes (VVG) in Verbindung mit den Musterbedingungen für die Krankheitskosten- und Krankenhaustagegeldversicherung zu den vertragstypischen Leistungen des Versicherers im Rahmen einer privaten Krankenversicherung. Der Bundesgerichtshofs (BGH) definiert in ständiger Rechtsprechung die Heilbehandlung als „jede ärztliche Tätigkeit, die durch die betreffende Krankheit verursacht worden ist, sofern die Leistung des Arztes von ihrer Art her in den Rahmen der medizinisch notwendigen Krankenpflege fällt und auf Heilung, Besserung oder auch Linderung der Krankheit abzielt“. Keine Heilbehandlung liegt vor bei kosmetischen Verbesserungen, Vorsorgeuntersuchungen und Impfungen.
Die versicherte Person muss gegebenenfalls dem Versicherer darlegen und beweisen, dass es sich bei der Behandlung um eine medizinisch notwendige Heilbehandlung gehandelt hat. Von der medizinischen Notwendigkeit einer Behandlung ist im Allgemeinen dann auszugehen, wenn eine Behandlungsmethode angewandt wurde, die geeignet ist, die Krankheit zu heilen, zu lindern oder ihrer Verschlimmerung entgegenzuwirken. Steht diese Eignung nach medizinischen Erkenntnissen fest, steht grundsätzlich auch die Eintrittspflicht des Versicherers fest.

## Gesetzliche Krankenversicherung
Von allen Krankenkassen der GKV muss die gesetzliche Kostenerstattung angeboten werden (§ 13 Abs. 2 SGB V). Zusätzlich haben die einzelnen Krankenkassen die Möglichkeit, in ihrer Satzung einen Wahltarif zur erweiterten Kostenerstattung vorzusehen (§ 53 Abs. 4 SGB V). Darüber hinaus haben Versicherte Anspruch auf Kostenerstattung für Wunscharzneimittel (§ 13 Abs. 2 SGB V i. V. m. § 129 Abs. 1 SGB V). Schließlich besteht als Auffangleistung die Möglichkeit der Kostenerstattung bei Systemversagen (§ 13 Abs. 3 SGB V).

### Gesetzliche Kostenerstattung
Wählen Versicherte anstelle des Sachleistungsprinzips die gesetzliche Kostenerstattung, müssen sie dies ihrer Krankenkasse vorab mitteilen (§ 13 Abs. 2 S. 2 SGB V). Dabei können sie ihre Wahl auf folgende Leistungsbereiche einschränken (§ 13 Abs. 2 S. 4 SGB V):
- ambulante ärztliche Versorgung (bspw. Haus- und Facharztbesuche, Blut- und Gewebeuntersuchungen)
- ambulante zahnärztliche Versorgung (bspw. kieferorthopädische Behandlung, Zahnersatz)
- stationärer Bereich (bspw. größere Operationen, Krankenhausaufenthalte)
- veranlasste Leistungen (bspw. rezeptpflichtige Arzneimittel, Ergo- und Physiotherapie auf Rezept)

Im Anschluss sind die Versicherten ein Kalendervierteljahr an ihre Wahl gebunden (§ 13 Abs. 2 S. 12 SGB V); diese Bindung gilt sowohl für die Wahl der Kostenerstattung an sich, als auch für die hierbei gewählten Leistungsbereiche. Die Krankenkasse erstattet dann den Teil der Kosten, den sie bei Beibehaltung des Sachleistungsprinzips zu tragen gehabt hätte. Leistungen, die als Sachleistung nicht hätten erbracht werden dürfen, bleiben von der Erstattung ausgeschlossen.
Nachdem der Versicherte die gesetzliche Kostenerstattung gewählt hat, tritt er als Privatpatient auf und geht Behandlungsverträge mit den in der GKV zugelassenen Leistungserbringern ein. Diese stellen im Anschluss ihre Rechnung an den Versicherten. Der Versicherte begleicht die Rechnung in voller Höhe, und beantragt die Erstattung der Kosten bei seiner Krankenkasse. Die Rechnung muss in voller Höhe beglichen werden, unabhängig vom grundsätzlichen Erstattungsanspruch oder der tatsächlichen Erstattungshöhe. Um das finanzielle Risiko der geringen Erstattungshöhe – nicht jedoch das Risiko des grundsätzlichen Erstattungsanspruchs – zu vermindern, dürfen Krankenkassen Wahltarife zur erweiterten Kostenerstattung anbieten (siehe unten). Um das Risiko des grundsätzlichen Erstattungsanspruchs zu vermeiden, müssen die Versicherten selbst darauf achten, welche Leistungen sie in Anspruch nehmen. Da Leistungen, die nicht als Sachleistung hätten erbracht werden dürfen, stets von der Erstattung ausgeschlossen sind, gibt es insbesondere keine Erstattung für:
- Leistungen von nicht zugelassene Leistungserbringern (bspw. von reinen Privatärzten oder von Psychotherapeuten ohne Kassensitz)
- genehmigungspflichtige Leistungen, die ohne Genehmigung stattfanden (bspw. ungenehmigte Psychotherapie oder ungenehmigte Reha-Aufenthalte)
- Leistungen, die gegen das Wirtschaftlichkeitsgebot nach § 12 SGB V verstoßen haben (bspw. weil sie das Maß des Notwendigen überschritten hatten oder unwirtschaftlich waren)
- Arzneimittel oder Leistungen, die vom Gemeinsamen Bundesausschuss (G-BA) ausgeschlossen wurden

Die Krankenkasse muss über Leistungsanträge zur Kostenerstattung zügig entscheiden. Tut sie dies nicht, muss sie einen hinreichenden Grund dafür darlegen. Andernfalls gilt der Antrag nach Ablauf gesetzlicher Fristen als genehmigt (§ 13 Abs. 3a SGB V): Im Regelfall gilt die Frist von drei Wochen ab Antragseingang. Die Frist beträgt fünf Wochen nach Antragseingang in Fällen, in denen eine gutachtliche Stellungnahme, insbesondere des MDK, eingeholt wird. In Fällen, in denen bestimmte Gutachten des zahnärztlichen oder kieferorthopädischen Bereichs eingeholt werden, gilt eine Frist von sechs Wochen nach Antragseingang.
Die Rechnungen, die den Versicherten bei Kostenerstattung gestellt werden, folgen den Regeln der amtlichen Gebührenordnungen, die auch in der PKV gelten. Diese unterscheiden sich je nach Leistungsbereich: Im Bereich der ärztlichen Versorgung gilt die Gebührenordnung für Ärzte (GOÄ). Auch Psychotherapie, die gemäß der Gebührenordnung für Psychologische Psychotherapeuten und Kinder- und Jugendlichenpsychotherapeuten (GOP) berechnet wird, gehört diesem Leistungsbereich an. Für den Bereich der zahnärztlichen Versorgung ist die Gebührenordnung für Zahnärzte (GOZ) maßgeblich. Bei stationären Leistungen greifen die Fallpauschalen der German Diagnosis Related Groups (G-DRG). Die so in Rechnung gestellten Beträge überschreiten jene, welche die Kasse bei Anwendung des Sachleistungsprinzips zu tragen gehabt hätte, regelmäßig erheblich. Dies ist der Fall, weil beim Sachleistungsprinzip andere Gebührenordnungen zum Tragen kommen (bspw. der Einheitliche Bewertungsmaßstab (EBM) für ärztliche Leistungen, oder der Bewertungsmaßstab zahnärztlicher Leistungen (BEMA)). Da der Erstattungsbetrag jedoch nicht höher sein darf, als die Kosten bei Sachleistung (außer in Wahltarifen zur erweiterten Kostenerstattung), und die Krankenkasse den Betrag zudem um bis zu 5 % für Verwaltungskosten reduziert (§ 13 Abs. 2 S. 10 SGB V), verbleiben hohe Eigenanteile für die Versicherten.
Wegen dieser hohen Eigenanteile ist die Wahl der gesetzlichen Kostenerstattung vor allem für Versicherte geeignet, die beihilfeberechtigt sind, oder über eine private Krankenzusatzversicherung für den gewählten Leistungsbereich verfügen (bspw. Zahnzusatzversicherung, ambulante Restkostenversicherung), oder die an einem Wahltarif zur erweiterten Kostenerstattung der GKV teilnehmen. Dieser Wahltarif wird im nächsten Abschnitt beschrieben.

#### Erweiterte Kostenerstattung
Versicherte, welche die gesetzliche Kostenerstattung in Anspruch nehmen, können – sofern die Satzung ihrer Krankenkasse dies vorsieht – auch an der erweiterten Kostenerstattung teilnehmen (§ 53 Abs. 4 SGB V). Hierbei handelt es sich um einen Wahltarif, der den bei der gesetzlichen Kostenerstattung verbleibenden Eigenanteil stark reduziert. Von der Höhe des erstatteten Betrags abgesehen entsprechen die Grundsätze denen der gesetzlichen Kostenerstattung: die Leistungserbringer müssen zugelassen sein, Genehmigungspflichten und Wirtschaftlichkeitsgebot bleiben bestehen, und der Leistungskatalog wird nicht erweitert. Es erfolgt also weiterhin keine Erstattung für Leistungen, die nicht als Sachleistung hätten erbracht werden dürfen. Die Wahltarife zur erweiterten Kostenerstattung gelten in der Regel nur für einzelne Leistungsbereiche (bspw. ambulante ärztliche Versorgung). Da jedoch die zugrundeliegende Wahl der gesetzlichen Kostenerstattung auch auf einzelne Leistungsbereiche eingeschränkt werden kann, können die Versicherten einen gemischten Status nutzen: beispielsweise können sie sich von Vertragsärzten als Privatpatienten behandeln lassen, aber dessen ungeachtet von den so aufgesuchten Ärzten ein Kassenrezept ausgestellt bekommen. Da die verordnenden Ärzte diese Konstellation eigens mit der KV-Pseudoziffer 88190 kodieren können, entsteht für sie kein Nachteil.
Die Mehrkosten für diese höheren Erstattungsbeträge werden von den Teilnehmern am Wahltarif selbst getragen (§ 53 Abs. 9 SGB V), indem sie eine zusätzliche Prämie zahlen. Eine Finanzierung aus anderen Mitteln ist nicht zulässig; auch nicht die Querfinanzierung aus anderen Wahltarifen. Die Aufsichtsbehörden prüfen daher die versicherungstechnischen Annahmen und die Tragfähigkeit der Tarife. Die Krankenkassen legen ihnen dazu regelmäßig, mindestens alle drei Jahre, Rechenschaft ab. Die Mindestbindungsfrist für einen Wahltarif zur erweiterten Kostenerstattung beträgt ein Jahr (§ 53 Abs. 8 S. 1 SGB V). Mitglieder, deren Beiträge vollständig von Dritten getragen werden, können den Tarif nicht wählen (§ 53 Abs. 8 S. 6 SGB V). Wie in der GKV üblich findet keine Gesundheitsprüfung statt. Auch eine Unterscheidung nach dem Geschlecht gibt es nicht. Die Höhe der Prämie für den Wahltarif kann jedoch nach Alter gestaffelt sein. Wahltarife zur erweiterten Kostenerstattung sind seit dem 1. April 2007 möglich (Art. 1 Nr. 33 GKV-WSG).

#### Gegenüberstellung mit der PKV
Da aktuell (Stand: März 2025) alle Wahltarife zur erweiterten Kostenerstattung die nach den amtlichen Gebührenordnungen üblichen Steigerungfaktoren berücksichtigen (bspw. den 2,3fachen Gebührensatz für eine Leistung von durchschnittlichem Aufwand, oder den 3,5fachen Gebührensatz für eine besonders aufwändige Leistung), übersteigen ihre Erstattungsbeträge im abgedeckten Leistungsbereich jene des Basistarifs der PKV deutlich. Art und Umfang der erstattungsfähigen Leistungen sind indes ungefähr vergleichbar (§ 152 Abs. 1 S. 1 VAG).
| Vielfaches der Gebührensätze (Steigerungsfaktoren nach Aufwand) | üblicher PKV-Tarif:¹ durchschnittlich / maximal | übliche erweiterte Kostenerstattung der GKV:² durchschnittlich / maximal | Basistarif der PKV:³ maximal | gesetzliche Kostenerstattung der GKV:⁴ maximal |
| --------------------------------------------------------------- | --- | --- | --- | --- |
| Kapitel A, E, O GOÄ (medizinisch-technische Leistungen)         | 1,8 / 2,5 | 1,8 / 2,5 | 1,0 | ungefähr mit dem Basistarif der PKV vergleichbar, reduziert um max. 5 % für Verwaltungskosten |
| Kapitel M und Nr. 437 GOÄ (Laborleistungen)                     | 1,15 / 1,3 | 1,15 / 1,3 | 0,9 | ungefähr mit dem Basistarif der PKV vergleichbar, reduziert um max. 5 % für Verwaltungskosten |
| alle übrigen Kapitel der GOÄ (persönliche ärztliche Leistungen) | 2,3 / 3,5 | 2,3 / 3,5 | 1,2 | ungefähr mit dem Basistarif der PKV vergleichbar, reduziert um max. 5 % für Verwaltungskosten |
| zahnärztliche Leistungen nach GOZ                               | 2,3 / 3,5 | 2,3 / 3,5 | 2,0 | ungefähr mit dem Basistarif der PKV vergleichbar, reduziert um max. 5 % für Verwaltungskosten |
| Erstattungsgrundsätze                                           | - medizinisch notwendige Heilbehandlungen - auch reine Privatärzte & -kliniken - i. d. R. keine Genehmigungspflichten - deckt alle Leistungsbereiche ab - Selbstbehalt     | - nur Leistungskatalog der jeweiligen GKV - nur zugelassene Leistungserbringer - bestimmte Leistungen genehmigungspflichtig - i. d. R. nur für einzelne Leistungsbereiche - Selbstbehalt, Zuzahlungen, Verwaltungskosten | - nur Pflichtkatalog jeder GKV - nur zugelassene Leistungserbringer - bestimmte Leistungen genehmigungspflichtig - deckt alle Leistungsbereiche ab - Zuzahlungen           | - nur Leistungskatalog der jeweiligen GKV - nur zugelassene Leistungserbringer - bestimmte Leistungen genehmigungspflichtig - für jeden Leistungsbereich wählbar - Zuzahlungen, Verwaltungskosten |
| Beiträge, Aufnahme & Ausschlüsse                                | - ⌀ 579 EUR/Monat (einkommensunabhängig) - kein Kontrahierungszwang - vorvertragliche Anzeigepflicht & Gesundheitsprüfung - Risikozuschläge / Leistungsausschlüsse möglich | - GKV-Beitrag (einkommensabhängig), zzgl. ca. 48 EUR/Monat Prämie je Wahltarif - Kontrahierungszwang - keine Anzeigepflicht / Gesundheitsprüfung - keine Risikozuschläge / Leistungsausschlüsse                          | - individueller Basistarif-Beitrag (einkommensunabhängig) - Kontrahierungszwang - keine Anzeigepflicht / Gesundheitsprüfung - keine Risikozuschläge / Leistungsausschlüsse | - GKV-Beitrag (einkommensabhängig) - Kontrahierungszwang - keine Anzeigepflicht / Gesundheitsprüfung - keine Risikozuschläge / Leistungsausschlüsse                                               |

Fußnoten:
¹ Die genauen Leistungen sind in den jeweiligen Tarifbedingungen der PKV festgelegt. Die tatsächliche Erstattungshöhe kann geringer sein. Hier wird ein üblicher, typischer PKV-Tarif dargestellt.
² Die genauen Leistungen sind in der jeweiligen Krankenkassen-Satzung festgelegt. Die tatsächliche Erstattungshöhe kann geringer sein. Hier wird ein üblicher, typischer GKV-Wahltarif zur erweiterten Kostenerstattung dargestellt.
³ Gesetzlich festgelegt, unter anderem in § 75 Abs. 3b S. 1 SGB V i. V. m. § 75 Abs. 3a S. 2 SGB V, sowie in den Allgemeinen Versicherungsbedingungen 2009 für den Basistarif (AVB/BT 2009) einschließlich dem zugehörigen brancheneinheitlichen Tarif BT (Stand: März 2024).
⁴ Ergibt sich, da die Leistungen des Basistarifs „in Art, Umfang und Höhe jeweils“ mit den Pflichtleistungen der GKV vergleichbar sein müssen (§ 152 Abs. 1 S. 1 VAG); die Krankenkasse darf in ihrer Satzung vorsehen, Verwaltungskosten bis zur Höhe von 5 % des Erstattungsbetrags abzuziehen (§ 13 Abs. 2 S. 9 f. SGB V).

#### Krankenkassen mit Wahltarif zur erweiterten Kostenerstattung
Marktanteile in der erweiterten Kostenerstattung im Jahr 2024
Quelle: Bundesministerium für Gesundheit
Die folgenden gesetzlichen Krankenkassen bieten aktuell (Stand: März 2025) Wahltarife zur erweiterten Kostenerstattung an:
- Knappschaft: jeweils ein Tarif für die ambulante ärztliche und die ambulante zahnärztliche Versorgung (§ 66d der Satzung)[18]
- Securvita BKK: ein Tarif für die ambulante ärztliche Versorgung (§ 13h der Satzung)[19]
- Techniker Krankenkasse (TK): ein Tarif für die ambulante ärztliche Versorgung (§ 33 der Satzung)[20]

| Wahltarife                         | Knappschaft                                                                                        | Securvita BKK                                                                                      | Techniker Krankenkasse                                                                             |
| ---------------------------------- | -------------------------------------------------------------------------------------------------- | -------------------------------------------------------------------------------------------------- | -------------------------------------------------------------------------------------------------- |
| ambulante ärztliche Versorgung     | bis 500 EUR Selbstbehalt pro Jahr Kassensatz plus 80 % der Restkosten; danach 100 %                | 92,5 % des Rechnungsbetrags                                                                        | bis 800 EUR Selbstbehalt pro Jahr 80 % des Rechnungsbetrags; danach 100 %                          |
| ambulante zahnärztliche Versorgung | bis 500 EUR Selbstbehalt pro Jahr Kassensatz plus 80 % der Restkosten; danach 100 %                | kein Tarif                                                                                         | kein Tarif                                                                                         |
| stationärer Bereich                | Für diese Leistungsbereiche bietet noch keine Krankenkasse der GKV erweiterte Kostenerstattung an. | Für diese Leistungsbereiche bietet noch keine Krankenkasse der GKV erweiterte Kostenerstattung an. | Für diese Leistungsbereiche bietet noch keine Krankenkasse der GKV erweiterte Kostenerstattung an. |
| veranlasste Leistungen             | Für diese Leistungsbereiche bietet noch keine Krankenkasse der GKV erweiterte Kostenerstattung an. | Für diese Leistungsbereiche bietet noch keine Krankenkasse der GKV erweiterte Kostenerstattung an. | Für diese Leistungsbereiche bietet noch keine Krankenkasse der GKV erweiterte Kostenerstattung an. |
| Beitragsunterschiede               | allgemeiner Zusatzbeitrag der Kasse, zzgl. kostendeckende Prämie des Wahltarifs                    | allgemeiner Zusatzbeitrag der Kasse, zzgl. kostendeckende Prämie des Wahltarifs                    | allgemeiner Zusatzbeitrag der Kasse, zzgl. kostendeckende Prämie des Wahltarifs                    |

### Kostenerstattung für Wunscharzneimittel
Versicherte haben bei jedem Bezug von Arzneimitteln das Recht, sich für ein Wunscharzneimittel zu entscheiden (§ 13 Abs. 2 SGB V i. V. m. § 129 Abs. 1 SGB V). Dabei sind medizinisch-pharmazeutisch begründete Vorschriften weiterhin einzuhalten, sodass insbesondere der Wirkstoff, die Dosis und Packungsgröße gleich bleiben müssen. Die Versicherten sind jedoch nicht mehr an Rabattverträge und ähnliche Vorschriften ihrer Kasse gebunden. Die Entscheidung für ein Wunscharzneimittel muss der Krankenkasse weder vorher angekündigt werden, noch löst sie eine Bindungsfrist aus; sie kann also grundsätzlich mit jedem einzelnen Rezept geändert werden. Die Kosten, die dem Versicherten dabei entstanden sind, werden von der Krankenkasse teilweise erstattet.
Vom eingelösten E-Rezept erhalten Versicherte einen speziellen Ausdruck (beim klassischen Rezept eine Kopie desselben) zusammen mit einem gewöhnlichen Kassenbon über den gezahlten Betrag. Diesen Betrag erstattet die Krankenkasse nach Vorlage beider Belege teilweise, nämlich reduziert um:
- Verwaltungskosten (in der Regel 5 %), und
- gesetzlich vorgesehene Zuzahlungen, und
- einen Abschlag für entgangene Vertragsrabatte, und
- einen Abschlag für die Wahl eines Arzneimittels, das nicht zu den preisgünstigsten gehört.

Der so ermittelte Erstattungsbetrag ist zudem begrenzt auf die Kosten, welche die Kasse beim Bezug des vorgesehenen Arzneimittels als Sachleistung zu tragen gehabt hätte. Die Höhe der Verwaltungskosten und Abschläge unterscheidet sich von Kasse zu Kasse und ist in deren Satzung festgelegt; die Verwaltungskosten dürfen 5 % nicht überschreiten (§ 13 Abs. 2 S. 10 SGB V). Diese teilweise Kostenerstattung für Wunscharzneimittel wurde am 1. Januar 2011 eingeführt (Art. 1 Nr. 1 & Nr. 15 AMNOG).
Eine Besonderheit ergibt sich, während die gesetzliche Kostenerstattung für den Leistungsbereich der veranlassten Leistungen (siehe oben) gewählt wurde:
Dann können die Versicherten selbst das vorgesehene Rabattvertragsarzneimittel nicht als Sachleistung, sondern nur gegen Kostenerstattung beziehen. Da sie dabei jedoch ohnehin ein Privatrezept verwenden, können auch diese Versicherten sich jeweils für ein Wunscharzneimittel entscheiden.

### Kostenerstattung bei Systemversagen
In § 13 Abs. 3 SGB V heißt es:
„Konnte die Krankenkasse eine unaufschiebbare Leistung nicht rechtzeitig erbringen oder hat sie eine Leistung zu Unrecht abgelehnt und sind dadurch Versicherten für die selbstbeschaffte Leistung Kosten entstanden, sind diese von der Krankenkasse in der entstandenen Höhe zu erstatten, soweit die Leistung notwendig war. Die Kosten für selbstbeschaffte Leistungen zur medizinischen Rehabilitation nach dem Neunten Buch werden nach § 15 des Neunten Buches erstattet.“
Nach Meinung des Ärzteblattes ist diese Regelung besonders für psychisch Kranke wichtig, weil sie bedeute, dass „[…] psychisch Kranke, die vergeblich einen Therapieplatz bei einem im Kassenarztsystem zugelassenen Psychotherapeuten gesucht haben, auch approbierte Psychotherapeuten, die in privater Praxis ohne Zulassung arbeiten, aufsuchen [könnten].“ Auch die Bundespsychotherapeutenkammer (BPtK) gab 2012 einen Ratgeber heraus, der psychisch Kranken helfen sollte auf diesem Wege einen geeigneten Therapieplatz zu finden.

### Historische Entwicklung
Die Einführung einer Kostenerstattung in der GKV wurde in ihren verschiedensten denkbaren Formen seit den 1950er Jahren sozial- und gesundheitspolitisch sowie gesellschaftlich diskutiert.
Diese Debatte dauerte auch bei ihrer schlussendlichen Einführung am 1. Januar 2004 (durch Art. 1 Nr. 4 GMG) noch an.
Kritiker befürchteten, dass Patienten von sinnvollen Arzt- und Psychotherapeutenbesuchen abgehalten, oder dass ihnen sinnvolle Leistungen und Verordnungen vorenthalten würden. Der Gesetzgeber versprach sich von der Einführung ein besseres Kostenbewusstsein und sparsameres Verhalten der Patienten. Die Ärzte und Psychotherapeuten erhofften für ihre Gruppe Bürokratieabbau und erleichterte Abrechnungen, denn beim Sachleistungsprinzip gelten unter anderem Beschränkungen und Richtgrößen für Verordnungen von Arzneien und Heilmitteln, die teilweise mit Regressforderungen bewehrt sind (Praxisbudget, später auch Regelleistungsvolumen und weitere Modelle). Der GKV-Spitzenverband erwartete einen vermehrten Verwaltungsaufwand für seine Mitgliedskassen, den diese jedoch mit einem bis zu fünfprozentigen Abschlag auf Erstattungen decken können. Für die Versicherten hingegen kann der Kostenerstattungsprozess dadurch aufwändiger sein, dass sie ihren Erstattungsanspruch bei zwei Abrechnungsstellen geltend machen müssen: der gesetzlichen Krankenkasse, sowie der Beihilfestelle oder privaten Krankenzusatzversicherung. Die GKV-Wahltarife zur erweiterten Kostenerstattung, bei denen dies nicht gilt, wurden erst drei Jahre später eingeführt.
In der Praxis wird die gesetzliche Kostenerstattung bisher (Stand: September 2018) von wenigen Versicherten gewählt. Die Ausgaben für Kostenerstattung bei Systemversagen sind im Bereich der Psychotherapie während der zehn Jahre bis 2013 um beinahe das Achtfache gestiegen. Allerdings blieben sie absolut gesehen auf geringem Niveau: Im Jahr 2012 betrugen sie 45
Mio. Euro von insgesamt etwa 1,5 Mrd. Euro für ambulante psychotherapeutische Leistungen.